# Fernando Sanmartín
Fernando Sanmartín (Zaragoza, Aragón, 1959) es un escritor español.
Estudió Derecho y fue profesor en la Universidad de Zaragoza. Es poeta y narrador, aunque los dietarios y los libros de viaje tienen una especial relevancia dentro de su obra. Con uno de estos últimos, Viajes y novelerías, obtuvo el XI premio Café Bretón. Como gestor cultural ha participado en numerosos proyectos artísticos. Dirigió con Adolfo Ayuso la revista literaria La expedición. Ha colaborado en diarios y revistas, y desde hace varios años lo hace de forma habitual en el Heraldo de Aragón, como columnista y en el suplemento cultural del mismo.

## Obras
- Manual de supervivencia -consejos inútiles- (Poesía, 1993)
- Noches de lluvia en el embarcadero (Poesía, 1994)
- Los ojos del domador (Dietario, 1997)
- Apuntes de París (Libro de viajes, 2000)[3]
- Antes del hielo (Poesía, 2001)
- La infancia y sus cómplices (Memoria, 2002)
- Viajes y novelerías (Libro de viajes, 2004)
- Hacia la tormenta (Dietario, 2005)
- Heridas causadas por tres rinocerontes (Dietario, 2008)
- Infiel a los disfraces (Poesía, 2008)
- El llanto de los boxeadores (Poesía, 2012)
- Te veo triste (Novela, 2012)
- Notas sobre Zaragoza del capitán Marlow (Libro de viajes, 2014)
- El peligro de los círculos (Poesía, 2017)
- Ciudades que se posan como pájaros (Libro de viajes, 2017)
- Os contaré la verdad (Novela, 2020)[4]
- Ir al norte (Poesía, 2020)
- Días en Nueva York y otras noches (Libro de viajes, 2021)[5]
- Evitar la niebla (Poesía, 2022)[6]
- Archivo fotográfico (Poesía, 2024)
- Costa Oeste. Poemas de Göteborg (Poesía, 2025)